# Abraham Scultetus
Abraham Scultetus, nome latinizzato di Abraham Schultheiß (Grünberg, 24 agosto 1566 – Emden, 24 ottobre 1625), è stato un teologo tedesco e predicatore di corte dell'Elettore Palatino Federico V.

## Biografia
Abraham Schultheiß era nato in Slesia e cresciuto in un ambiente profondamente luterano. Studiò teologia dapprima all'Università di Wittenberg. dove si iscrisse nel 1588, e successivamente, dal 1590, all'Heidelberg. Non è nota l'epoca in cui abbandonò il Luteranesimo. Nel 1595 entrò al servizio dell'elettore Palatino, che a quel tempo era Federico IV, di fede calvinista. Continuò il servizio ecclesiastico nel Palatinato col successore Federico V, che nel 1613 accompagnò nel viaggio di nozze con Elisabetta, figlia maggiore di Giacomo I d'Inghilterra. Fu al servizio di Federico V anche come predicatore di corte. A causa del suo ruolo ebbe grande influenza nelle questioni religiose e politiche alla corte di Federico. Nel 1600 divenne membro del Consiglio della Chiesa del Palatinato. Nel 1618 divenne professore di "Antico Testamento" ad Heidelberg, l'università del Palatinato. Nel 1618-19 fu il rappresentante del Palatinato al Sinodo di Dordrecht.
Nel 1619 Federico V, capo dell'Unione evangelica, fu incoronato Re di Boemia. Non ottenne però aiuto dal suocero, re di Inghilterra e, abbandonato anche dall'Unione evangelica, l'anno dopo fu sconfitto alla Montagna Bianca; perse non solo la corona di Boemia, ma perfino il Palatinato con il titolo di Elettore Palatino. Scultetus, che spinto Federico ad accettare la corona di Boemia per diffondere il protestantesimo, lo aveva seguito in Boemia, lo seguì pure nell'esilio ritirandosi a Emden dove fece il predicatore per il resto della vita. Scultetus viene ricordato per la sua lotta contro reliquie e immagini che lo spinse a far distruggere il famoso altare con la Madonna di Lucas Cranach il Giovane nella cattedrale di Praga.

## Scritti (selezione)

### In lingua tedesca
- Evangelische Jubel-Jahrs-Predigt, Heidelberg, 1617 (on-line)
- Newe Jahrs Predigt, Heidelberg 1617 (on-line)
- Der Zwantzigst Psalm, Heidelberg 1619 (on-line)
- Kurtzer, aber schriftmässiger Bericht von den GötzenBildern, Heidelberg, 1620 (on-line)

### In lingua latina
- Aphorismi theologici contra aliquot haereses (edizione di Heidelberg, 1590)
- De sensu et sensibilibus assertiones physicae cum discussione problematum quorundam opticorum et astronomicorum (ediz. di Heidelberg, 1591)
- Medulla theologiae patrum: qui a temporibus apostolorum ad Consilium usque Nicenum floruerunt (edizione di Amberg, 1598)
- Sphaericorum libri tres (edizione di Heidelberg, 1595)
- Confutatio disputationis Baronii de baptismo Constantini, 1607
- Annales Evangelii per Europara 15 Seculi renovati, Decad. 1 et 2, Heidelberg, 1618-1620
- Axiomata concionancii, 1619